# Poème en prose
 (janvier 2021).
 (novembre 2021).

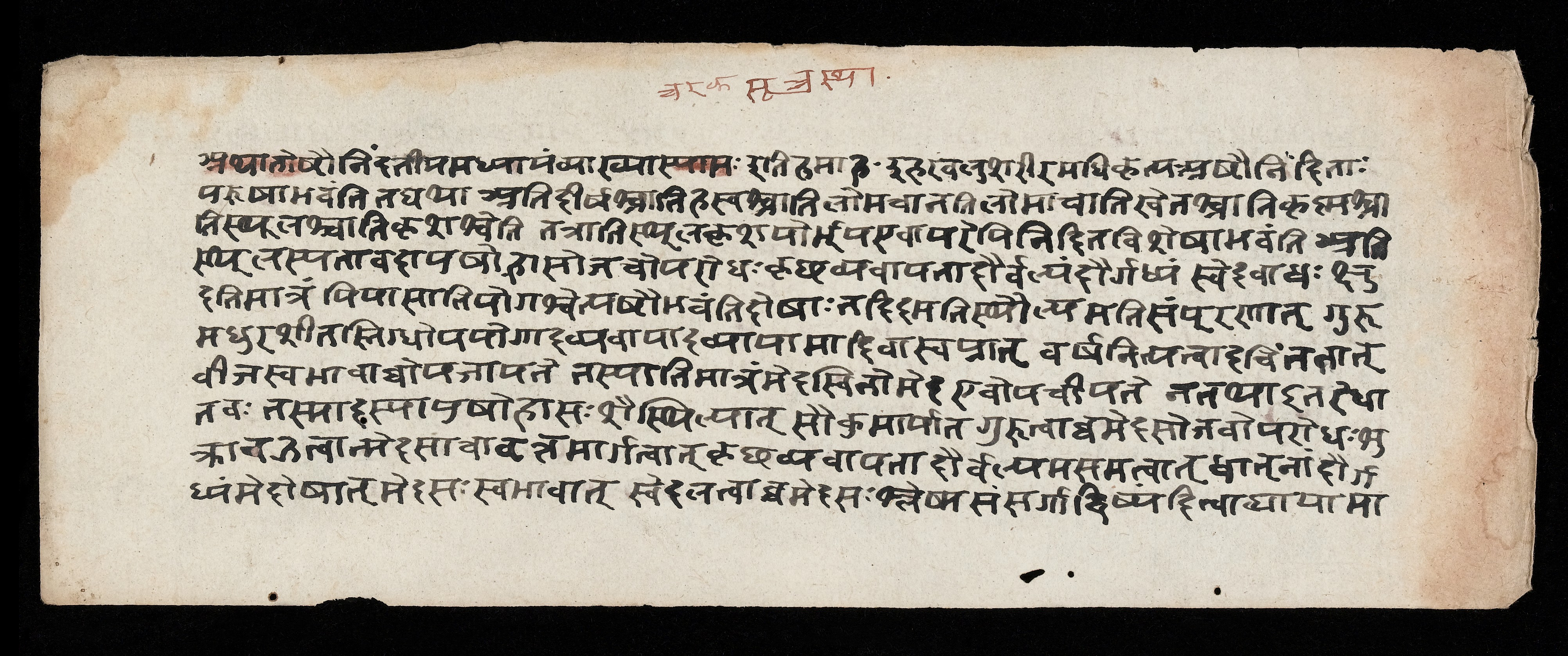
Extrait de Carakasamhita - sutrasthana

Le poème en prose est une forme poétique qui n'utilise pas des techniques de rimes, de versification et de disposition de texte traditionnelles de la poésie. Cette forme privilégie des figures de style, en particulier les tropes (jeux sur le sens des mots), les effets sonores et rythmiques ou les ruptures de construction. Il se présente comme un discours ayant des effets poétiques.
Suzanne Bernard, dans sa thèse Le Poème en prose de Baudelaire jusqu'à nos jours, le définit ainsi : « un texte en prose, formant une unité et caractérisé par sa gratuité, c'est-à-dire ne visant pas à raconter une histoire ni à transmettre une information, mais recherchant un effet poétique ».

## Origines
Les origines du poème en prose remontent à la prose poétique. Toutefois, dans la première moitié du XIXe siècle, la prose poétique ne renvoie pas directement à une forme de poème, mais à un style utilisé par les romanciers. Autour du XIXe siècle, sous l'avènement du romantisme, la poésie suscite à nouveau l'intérêt des auteurs (contrairement au siècle des Lumières, où elle était considérée comme un ornement). La versification est alors assouplie. Certains auteurs ne se conforment toutefois pas aux règles de rime et de métrique, notamment François-René de Chateaubriand, qui, intéressé par le lyrisme et non par l'écriture en vers, écrit une épopée en prose, Les Martyrs (1809).
Les traductions en prose de poésies d'outre-Manche attribuées au mythique Ossian sont suivies par plusieurs recueils de poèmes en prose, eux-mêmes traduits de poèmes étrangers ou anciens, tels que les Chansons madécasses d'Évariste Parny (1787) ou La Guzla de Prosper Mérimée (1827). Le genre se constitue progressivement et plusieurs œuvres apparaissent : Le Centaure, écrit en 1836 et publié en 1840, La Bacchante, de Maurice de Guérin écrit peu de temps après et publié en 1862 ; Vapeurs, ni vers ni prose de Xavier Forneret, publié en 1838, et enfin, Le Livre du promeneur de Jules Lefèvre-Deumier en 1854.
C'est dans ce contexte que Gaspard de la Nuit, œuvre posthume d'Aloysius Bertrand, est publiée en 1842. Ce recueil, où l'auteur utilise consciemment la forme de la ballade médiévale pour évoquer en prose des scènes oniriques ou fantastiques et des impressions plutôt que des récits, est très vite considéré comme le livre fondateur du genre en France, et Aloysius Bertrand, comme son véritable inventeur.

## En France

### Le développement auXIXesiècle
Les principaux auteurs romantiques n'usent traditionnellement pas de cette nouvelle forme poétique. C'est Baudelaire qui, en redécouvrant le recueil d'Aloysius Bertrand, tombé dans l'oubli, écrit le recueil Petits poèmes en prose, dont le titre consacre la formule. En préface de ce recueil, Baudelaire explique, dans une lettre à son éditeur Arsène Houssaye, que la prose est la plus apte à traduire la sensibilité de la vie moderne et particulièrement celle de la ville qui devient ainsi l'un des thèmes de prédilection du poème en prose.
À la suite de ce recueil, les nouvelles productions de ce type foisonnent. Mallarmé y contribue, ainsi que Rimbaud dans Les Illuminations, Hugues Rebell dans les Chants de la Pluie et du Soleil, Tristan Corbière, Charles Cros, etc. Sans doute cette forme prépare-t-elle le terrain pour l'émergence du vers libre.
Le poème en prose est un genre difficile à cerner, se présentant souvent comme un récit bref mais s'en distinguant par la langue riche en images et en sonorités, les impressions fortes, l'absence de personnage bien caractérisé. Aucune délimitation n'est très satisfaisante, les textes produits sont souvent inclassables.
Avant cela, le critique littéraire Édouard Monnais considère déjà que le poème en prose existe sous forme de contes ou de récits. En 1835, il écrit dans Le Courrier français à propos de Séraphîta de Balzac :  « Séraphîta, roman symbolique et ténébreux, poème en prose bâti sur les rêveries obscures du théosophe Swedenborg ». Dans cette voie, on retrouve plus tard d'autres exemples sur lesquels on s'interroge encore : vers la fin du Second Empire, le Comte de Lautréamont (pseudonyme d'Isidore Ducasse) publie les Chants de Maldoror, où se mêlent d'authentiques poèmes en prose, des fragments de roman, des descriptions de rêves et de fantasmes cruels, le tout formant un ensemble dominé par le personnage de Maldoror. Un poème en prose constitue pourtant une unité à lui seul. Peut-il ainsi s'intégrer dans un livre qui se veut pourtant une collection de « chants » ? S'il faut vraiment élargir la définition, pourquoi ne pas y inclure des textes suscitant une forte impression, même s'ils se veulent récits, comme les Contes Cruels de Villiers de l'Isle-Adam?

### LeXXesiècle
Ces questionnements ne sont pas encore au goût du jour au tournant du siècle. La soif d'exotisme est propice à la publication de textes traitant d'un ailleurs mythique ou rêvé : Pierre Louÿs prétend traduire d'anciens poèmes grecs dans Les Chansons de Bilitis, Paul Claudel (Connaissance de l'Est) et Victor Segalen (Stèles) évoquent l'Asie. Les limites se font de plus en plus floues. Entre Saint-John Perse dont le verset deviendra démesuré au point de courir parfois sur presque toute une page et constituer quasiment un paragraphe de prose, entre Blaise Cendrars qui écrit la Prose du transsibérien en vers (libres), entre André Gide dont Les Nourritures Terrestres sont constituées tantôt de poèmes en vers libres ou versets, tantôt d'extraits de journal, tantôt de prose poétique adressée à son disciple imaginaire Nathanaël, il est difficile de ne pas être désorienté.
Après la Première Guerre mondiale, Max Jacob dans la préface au Cornet à Dés, tente d'établir une théorie du genre, qui répond toutefois mal à certaines questions. Pierre Reverdy (Poèmes en Prose, La Liberté des mers etc.) et à sa suite les surréalistes, attirés par l'image de modernité qui s'en dégage depuis ses débuts, ancrent le poème en prose définitivement dans la littérature française, que ce soit sous forme de petits récits oniriques (Poisson Soluble d'André Breton, La Nuit Remue et Un Certain Plume d'Henri Michaux) ou de courts textes dans le style des écritures automatiques comme chez Louis Aragon ou Paul Éluard. Des styles plus personnels apparaissent alors pendant mais surtout après la Seconde Guerre mondiale. René Char utilise son langage laconique dans de nombreux poèmes en prose et rapproche cette forme de l'aphorisme. Francis Ponge expérimente dans Le Parti pris des choses la description minutieuse des objets quotidiens, démontrant une nouvelle fois la richesse du genre et son lien étroit avec le monde moderne qui nous environne. Pierre Jean Jouve, sans doute le plus authentique héritier de Baudelaire au XXe siècle, reprend la forme du texte court et percutant dans ses Proses de 1960 pour revisiter toute son œuvre.

### De nos jours
Depuis le début des années 1940, la plupart des poètes se sont essayés de près ou de loin aux poèmes en prose : Yves Bonnefoy avec Rue Traversière et autres récits en rêve découvre la poésie qui peut résider dans des textes narratifs qui ne sont pas des simples histoires, brouillant ainsi encore plus les genres. Jacques Dupin y déploie son langage rude et beau, selon des rythmes particuliers. Chez Philippe Jaccottet (Paysages avec figures absentes), il s'apparente à l'essai sur l'art. André du Bouchet le ponctue de blancs, caractéristiques de son écriture, ce qui dissout le texte au point que l'on ne sait où le ranger : prose ou vers ?  Michel Deguy pratique deux types d'écriture dans ce genre : l'une plutôt réflexive, l'autre à proprement parler « poétique ». On peut citer aussi des auteurs comme James Sacré, Jacques Réda, Marcel Béalu, etc. Si le poème en prose a gagné du terrain en supprimant la limite qui existait entre prose et poésie (ce qui se voit dans le roman où l'emploi de la prose poétique s'est généralisé), il demeure à l'affût de nouveaux domaines par le brouillage des limites anciennes et nouvelles, en particulier par l'exploration des expressions hybrides, entre poésie et roman (Emmanuel Hocquard, Olivier Cadiot avec Futur, Ancien Fugitif, Pierre Alferi avec Fmn, Nathalie Quintane avec Début et Cavale), Danielle Sarréra, pseudonyme du romancier Frédérick Tristan. Matthieu Messagier avec Orant propose un « poème », comme il dit, courant sur presque 800 pages de prose, ce qui est très loin de la définition habituelle.
Souvent proche des arts plastiques (Le Sujet Monotype de Dominique Fourcade), le poème en prose est au cœur des préoccupations de la poésie contemporaine, dans son souci de dire à la limite du dicible, parfois jusque dans une langue répétitive, presque informe (Christophe Tarkos dans Anachronisme), au contraire kaléidoscopique, fragmentée (Caroline Sagot Duvauroux), ou encore particulièrement labile dans son besoin de témoigner de l'horreur suscitée par l'expérience de la radioactivité (comme c'est le cas chez Ferenc Rákóczy dans Éoliennes, ouvrage entièrement construit autour de son journal de Tchernobyl).
Laurent Bourdelas, contribue au genre avec plusieurs livres regroupant des « fragments », comme « Le Chemin des indigotiers » (sujet d'une émission sur France Culture en 2003) ou « Les Chroniques d'Aubos ».

## Ailleurs
Né en France, le poème en prose s'est exporté dans le monde entier. L'ont pratiqué des auteurs de pays anglophones (Oscar Wilde, T. S. Eliot), de Russie (Ivan Tourguéniev), d'Allemagne et d'Autriche (Rainer Maria Rilke, Stefan George, Günter Eich, Helga Maria Novak, Sarah Kirsch, Friederike Mayröcker), ou même du Québec (Geneviève Amyot, Denise Desautels, Diane Régimbald, Étienne Lalonde). Ces poèmes se retrouvent également aux États-Unis, en Inde (Udayan Vajpeyi) ou au Moyen-Orient (Francis Marrache). Certaines nouvelles très brèves de Kafka et les "microgrammes" de Robert Walser sont parfois apparentées au poème en prose.
En outre, des auteurs dits insulaires, tels Aimé Césaire, Ernest Pépin, Edouard Glissant et Boris Gamaleya explorent cette forme, avec des variantes personnelles. Ils se débarrassent d'une langue classique formelle trop rigide pour leurs écrits dont l'expérimentation avec la forme ne saurait être coupée de leur contenu intrinsèque.